# Henry V (téléfilm, 1953)
Pour les articles homonymes, voir Henry V et Henry.
Pour plus de détails, voir Fiche technique et Distribution.
Henry V est un téléfilm britannique de Peter Watts, diffusé sur la chaîne British Broadcasting Corporation le 19 mai 1953.

## Fiche technique
- Titre original : Henry V
- Pays d'origine :  Royaume-Uni
- Année : 1953
- Réalisation : Peter Watts
- Histoire : William Shakespeare, d'après sa pièce éponyme
- Société de production : British Broadcasting Corporation
- Langue : anglais
- Format : Noir et blanc – 1,33:1 – Mono
- Genre : drame
- Durée :

## Distribution
- John Clements : Henry V
- John Garside : Charles VI
- Kay Hammond : Catherine de Valois
- John Laurie : Pistol